# ممتلكات مباحة

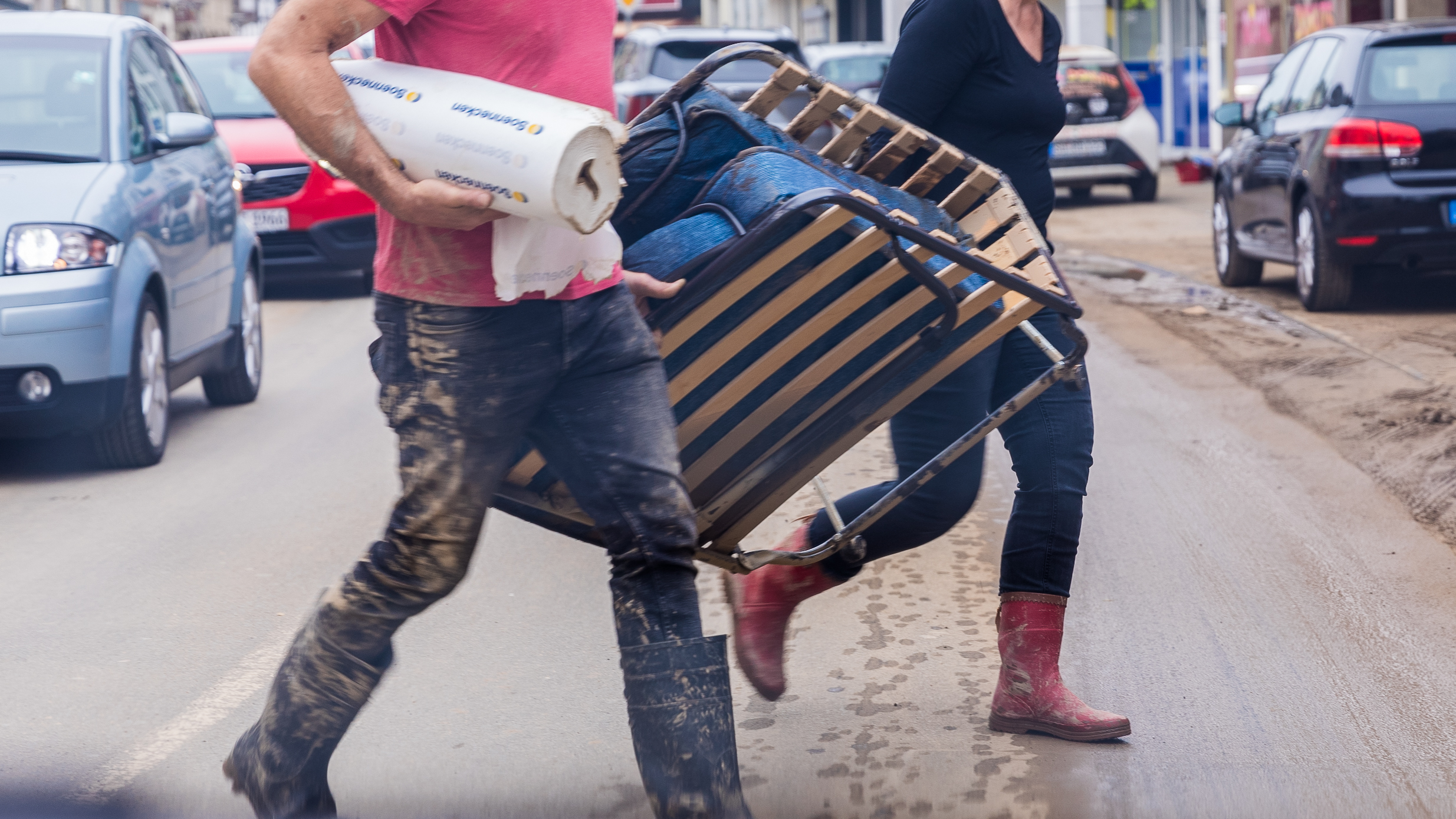
راينباخ، أعمال التنظيف في اليوم الثالث بعد الفيضان في يوليو 2021

''الممتلكات المباحة (Res nullius)'' (والتي تعني حرفيًا: ملكية غير متاحة لأحد) هو مصطلح باللغة اللاتينية مشتق من القانون الروماني حيث لا تمثل كلمة res (التي تعني الشيء بالمعنى القانوني، وهو أي شيء يمكن امتلاكه، حتى العبيد، ولكن ليس الشخص القانوني مثل المواطن) الشيء الخاص بحقوق أي موضوع معين. ومثل هذه الأشياء تعتبر ممتلكات بدون ملاك، وغالبًا ما يمكن امتلاكها بحرية. وهي تتعلق بالمهنة.
ومن أمثلة الممتلكات المباحة في النطاق الاجتماعي الاقتصادي الحيوانات البرية أو الممتلكات المهجورة. ويمكن أن يكون العثور على الممتلكات من وسائل الشغل (أي ملكية الاستحقاق)، حيث إن الشيء المفقود أو المتروك بشكل كامل تكون ممتلكات مباحة، وبالتالي فإنها تُملك لأول من يستحوذ عليها. ويمكن أن يتم إصدار تشريع خاص، على سبيل المثال، تمشيط الشاطئ.

## المجال
في القانون العام الإنجليزي، على سبيل المثال، حددت قوانين الغابات وقوانين الطرائد الحيوانات التي تكون ممتلكات مباحة ومتى تصبح ملكية خاصة للشخص. ويتم النظر إلى الحيوانات البرية على أنها ممتلكات مباحة، وأنها ليست خاضعة لأن تكون ممتلكات خاصة إلى أن يتم تملكها من خلال القتل أو الصيد. فالطائر الذي يتم اصطياده يكون ملكًا لمن صاده، أما الطائر الموجود في الأجمة فلا يكون مملوكًا لأحد. وحتى النحل، لا يمكن اعتباره ملكية خاصة إلى أن يتم وضعه في خلايا النحل.
ويتم كذلك تطبيق الممتلكات المباحة في القانون الدولي العام، حيث يطلق عليها بشكل أكثر تخصص اسم الأرض المباحة، حيث يمكن أن تفرض الدولة سيطرتها على أي مناطق غير مملوكة والسيطرة عندما يقوم أحد مواطنيها (غالبًا من خلال البعثات الاستكشافية و / أو العسكرية) بالاستحواذ على المنطقة.
وقد برر مبدأ الأرض المباحة استعمار قدر كبير من العالم، كما هو واضح على سبيل المثال في تنافس القوى الغربية على النفوذ في إفريقيا (انظر التدافع على إفريقيا). ويتمثل المفهوم في أنه رغم وجود أشخاص أصليين في الأراضي التي يتم اكتشافها حديثًا، فإنه يحق للأشخاص الأكثر تحضرًا السيطرة على الأرض واستخدامها بشكل جيد.